# Cladiella laciniosa
Cladiella laciniosa är en korallart som först beskrevs av Tixier-Durivault 1944.  Cladiella laciniosa ingår i släktet Cladiella och familjen läderkoraller. Inga underarter finns listade i Catalogue of Life.